# Lista monumentelor istorice din județul Prahova - Z

Simbol utilizat pentru monumentele istorice

Lista monumentelor istorice din județul Prahova - Z cuprinde monumentele istorice înscrise în Patrimoniul cultural național al României și aflate în localități din județul Prahova al căror nume începe cu litera Z. 
Lista completă este menținută și actualizată periodic de către Ministerul Culturii, Cultelor și Patrimoniului Național din România, prin intermediul Institutului Național al Patrimoniului, ultima versiune datând din 2015. Această listă cuprinde și actualizările ulterioare, realizate prin ordin al ministrului culturii.
Puteți căuta un monument din județul Prahova folosind formularul de mai jos sau puteți naviga prin toate monumentele din județ la lista monumentelor istorice din județul Prahova.
| Cod LMI                               | Denumire                                            | Localitate                    | Localizare                              | Datare, Creatori      | Imagine               | Erori             |
| ------------------------------------- | --------------------------------------------------- | ----------------------------- | --------------------------------------- | --------------------- | --------------------- | ----------------- |
| PH-I-s-B-16231 (RAN: 134327.01)       | Situl arheologic de la Zalhanaua                    | sat Zalhanaua; comuna Mănești | „La Turnuri”                            |                       | Încarcă foto \| video | Raportează eroare |
| PH-I-m-B-16231.01 (RAN: 134327.01.04) | Așezare                                             | sat Zalhanaua; comuna Mănești | „La Turnuri” 44.87594°N 25.9438°E       | sec. X p. Chr.        | Încarcă foto \| video | Raportează eroare |
| PH-I-m-B-16231.02 (RAN: 134327.01.03) | Așezare                                             | sat Zalhanaua; comuna Mănești | „La Turnuri” 44.87594°N 25.9438°E       | sec. III - IV p. Chr. | Încarcă foto \| video | Raportează eroare |
| PH-I-m-B-16231.04 (RAN: 134327.01.01) | Așezare                                             | sat Zalhanaua; comuna Mănești | „La Turnuri” 44.87594°N 25.9438°E       | Latène                | Încarcă foto \| video | Raportează eroare |
| PH-I-m-B-16231.03 (RAN: 134327.01.02) | Așezare                                             | sat Zalhanaua; comuna Mănești | „La Turnuri” 44.87594°N 25.9438°E       | Epoca romană          | Încarcă foto \| video | Raportează eroare |
| PH-II-m-A-16859 (RAN: 133973.01)      | Beciul conacului, azi depozit                       | sat Zamfira; comuna Lipănești | 90, peste drum de biserica „Sf. Treime” | sec. XVII             | Încarcă foto \| video | Raportează eroare |
| PH-II-a-A-16860                       | Mănăstirea Zamfira                                  | sat Zamfira; comuna Lipănești | 90 45.0702°N 26.00903°E                 | 1855 - 1857           | Alte imagini          | Raportează eroare |
| PH-II-m-A-16860.01                    | Biserica „Înălțarea Domnului” și „Sf. Nifon” - Mare | sat Zamfira; comuna Lipănești | 90 45.07033°N 26.00931°E                | 1855 - 1857           |                       | Raportează eroare |
| PH-II-m-A-16860.02                    | Biserica „Sf. Treime” - din cimitir                 | sat Zamfira; comuna Lipănești | 90, în cimitir                          | 1743                  |                       | Raportează eroare |
| PH-II-m-B-16862 (RAN: 133152.01)      | Ruinele podului peste Teleajen                      | sat Zănoaga; comuna Dumbrava  | 209, Pe malul stâng al Teleajenului     | sec. XVI - XVII       | Încarcă foto \| video | Raportează eroare |
| PH-II-m-B-16861 (RAN: 133152.02)      | Biserica „Sf. Împărați”                             | sat Zănoaga; comuna Dumbrava  | 65                                      | sec. XVIII, ref. 1885 | Încarcă foto \| video | Raportează eroare |
| PH-IV-m-B-16949                       | Cruce de piatră                                     | sat Zănoaga; comuna Dumbrava  | 65, în incinta bisericii                | 1835                  | Încarcă foto \| video | Raportează eroare |